# Judo na Igrzyskach Azji Południowo-Wschodniej 2003
Turniej judo na Igrzyskach Azji Południowo-Wschodniej w 2003 został rozegrany w Wietnamie w Ho Chi Minh, w dniach 6-8 grudnia 2003 roku, na terenie Lãnh Binh Thăng Gymnasium.

## Tabela medalowa
Gospodarz zawodów został zaznaczony kolorem.
| Miejsce | Kraj      | Złoto | Srebro | Brąz | Razem |
| 1.      | Wietnam   | 6     | 1      | 6    | 13    |
| 2.      | Tajlandia | 4     | 2      | 7    | 13    |
| 3.      | Indonezja | 3     | 4      | 4    | 11    |
| 4.      | Filipiny  | 3     | 3      | 5    | 11    |
| 5.      | Birma     | 0     | 5      | 7    | 12    |
| 6.      | Singapur  | 0     | 1      | 1    | 2     |
| 7.      | Malezja   | 0     | 0      | 1    | 1     |
| .       | Laos      | 0     | 0      | 1    | 1     |
| Razem   | Razem     | 16    | 16     | 32   | 64    |

## Wyniki

### mężczyźni
| Waga     | Złoto:               | Srebro:           | Brąz:                                 |
| 55 kg    | Trần Văn Đoạt        | Kyaw Swa Win      | Hendi Hadat Franco Toledo Teves       |
| 60 kg    | Nguyễn Linh Sơn      | Aristotele Lucero | Chanchahi Suksuwan Aung Kyaw Moe      |
| 66 kg    | Fs.Ibodin Panjabutra | Peter Taslim      | Daniel Alvarez Pedro Tun Tin Htoo     |
| 73 kg    | Gilbert Ramirez      | Yan Naing Soe     | I Wayan Sutikno Nguyễn Ngọc Phong     |
| 81 kg    | John Baylon          | Jimmy Anggoro     | Apiwath Thammain Hồ Minh Luân         |
| 90 kg    | Lê Việt Dũng         | Anatasak Suklit   | Tan Chee Keong Sydeny ML Schwarzkop   |
| 100 kg   | Krisna Bayu          | Alqadir Lim Ekong | Wee Pui Seng Nyan Soe                 |
| + 100 kg | Pitak Kampita        | Deni Zulfendri    | Khemkham Kommanivong Thang Chí Thương |

### kobiety
| Waga   | Złoto:                   | Srebro:                 | Brąz:                                               |
| 45 kg  | Helen Endido Dawa        | Than Nwe Nwe            | Boonssara Sreetanaratn Hình Mỹ Linh                 |
| 48 kg  | Văn Ngọc Tú              | Wanida Klaisuti         | Thandar Win Nancy Capongcol Quillotes               |
| 52 kg  | Maya Fransiska           | Thin Aye Aye            | Elmarie Mendoza Malasan Pol LC Roongtawan Jinsasing |
| 57 kg  | Trần Thị Yến             | Aung Aye Aye            | Endang Sri Lestari Nugrohowati Kanda Jindasing      |
| 63 kg  | Chantana Hanprasert      | Goh Sze Wei Cheryl      | Phạm Thị Kim Châu Aung Lay Nandar                   |
| 70 kg  | Nguyễn Thị Dinh          | Karen Ann Nacar Solomon | Aprilia Marzuki Monrudee Krongthane                 |
| 78 kg  | Patcharee Pichaipat      | Cliffia Sulistio        | Nguyễn Thùy Linh Chaw Su Win                        |
| +78 kg | Ira Purnamasari Mochaman | Đinh Thị Diễm Tuyền     | Khin Myo Thu Kittiporn Phurungruang                 |